# Тонга на Летњим олимпијским играма 2004.
Спортисти Тонге су шести пут учествовали на олимпијским играма 2004. у Атини. Тонгоанску делегацију чинило је петоро спортиста (4. мушкарца и 1. жена) који су се такмичили у пет дисциплина у четири спорта.
Екипа Тонге није освојила ниједну медаљу.
Заставу Тонге на свечаном отварању Летњих олимпијских игара 2004. носио је боксер Мафу Хавке.
Најмлађи спортиста у репрезентацији Тонге био је атлетичар Фиплип Мулер са 18 година и 217 дана, а најстарији стреличар Сифа Таумоепеау са 43 године и 66 дана. Ови спортисти су били најмлађи и најстарији такмичари који су представљали Тонгу на олимпијским играма до данас.

## Учесници по спортовима
| Спорт          | Мушкарци | Жене | Укупно |
| -------------- | -------- | ---- | ------ |
| Атлетика       | 1        | 1    | 2      |
| Бокс           | 1        | 0    | 1      |
| Стреличарствоо | 1        | 0    | 1      |
| Џудо           | 1        | 0    | 1      |
| Укупно (4)     | 4        | 1    | 5      |

## Резултати

### Атлетика

#### Мушкарци
| Атлетичар, Лични рекорд | Дисциплина | Група    | Група    | Четвртфинале     | Четвртфинале     | Полуфинале       | Полуфинале       | Финале           | Финале  | Детаљи |
| Атлетичар, Лични рекорд | Дисциплина | Резултат | Место    | Резултат         | Место            | Резултат         | Место            | Резултат         | Место   | Детаљи |
| ----------------------- | ---------- | -------- | -------- | ---------------- | ---------------- | ---------------- | ---------------- | ---------------- | ------- | ------ |
| Филипо Мулер            | 100 м      | 11,18 ЛР | 9 у гр 8 | Није се пласирао | Није се пласирао | Није се пласирао | Није се пласирао | Није се пласирао | 88 / 90 |        |

#### Жене
| Атлетичарка Лични рекорд | Дисциплина   | Група    | Група      | Финале            | Финале | Детаљи |
| Атлетичарка Лични рекорд | Дисциплина   | Резултат | Место      | Резултат          | Место  | Детаљи |
| ------------------------ | ------------ | -------- | ---------- | ----------------- | ------ | ------ |
| Ана Пухила 16,37 НР      | бацање кугле | 15,33    | 15 у гр. Б | Није се пласирала | 32/38  |        |

### Бокс
| Боксер     | Дисциплина | 1 коло     | 2 коло                                          | Четвртфинале       | Полуфин.           | Фин.               | Фин.    | Детаљи |
| Боксер     | Дисциплина | Прот. Рез. | Противник Резултат                              | Противник Резултат | Противник Резултат | Противник Резултат | Пласман | Детаљи |
| ---------- | ---------- | ---------- | ----------------------------------------------- | ------------------ | ------------------ | ------------------ | ------- | ------ |
| Мафу Хавке | супертешка | -          | Естрада · Сједињене Америчке Државе · Пор 11-30 | Није се пласирао   | Није се пласирао   | Није се пласирао   | 15 / 16 |        |

### Мушкаци
| Стреличар       | Дисциплина  | Пласман  | Пласман | Коло 64 так.                      | Коло 32 так.       | Коло 16 так        | Четвртфин.         | Полуфин.         | Финале           | Финале | Детаљи |
| Стреличар       | Дисциплина  | Резултат | Пласман | Противник Резултат                | Противник Резултат | Противник Резултат | Противник Резултат | Прот. Рез.       | Прот. Рез.       | Место  | Детаљи |
| --------------- | ----------- | -------- | ------- | --------------------------------- | ------------------ | ------------------ | ------------------ | ---------------- | ---------------- | ------ | ------ |
| Сифа Таумоепеау | Појединачно | 563      | 62      | Галијацо · Италија · Пор. 122—156 | Није се пласирао   | Није се пласирао   | Није се пласирао   | Није се пласирао | Није се пласирао | 61/64  |        |

### Џудо
Мушкарци
| Џудиста     | Дисц.  | Квал.              | коло 32                           | коло 16          | Четвртфин.       | Полуфин.           | 1. коло репасажа   | Четвртфин. репасажа | Полуфин. репасажа  | Финале             | Бел. |
| Џудиста     | Дисц.  | Противник Резултат | Противник Резултат                | Прот. Рез.       | Прот. Рез.       | Противник Резултат | Противник Резултат | Противник Резултат  | Противник Резултат | Противник Резултат | Бел. |
| ----------- | ------ | ------------------ | --------------------------------- | ---------------- | ---------------- | ------------------ | ------------------ | ------------------- | ------------------ | ------------------ | ---- |
| Акапеи Лату | -73 кг |                    | Јагуби · Алжир · Пор. ипон - 3:07 | Није се пласирао | Није се пласирао | Није се пласирао   | Није се пласирао   | Није се пласирао    | Није се пласирао   | / 34               |      |